# Ерёминская (Краснодарский край)
Ерёминская — станица в Лабинском районе Краснодарского края.
Входит в состав Вознесенского сельского поселения.

## География
Станица расположена на реке Чамлык (приток Лабы), в степной зоне. С юга непосредственно граничит со станицей Вознесенской.

### Улицы
| - ул. Будённого, - ул. Заводская, - ул. Калинина, - ул. Кирова, - ул. Комсомольская, - ул. Красная, - ул. Крупская, - ул. Ленина, | - ул. Октябрьская, - ул. Первомайская, - ул. Пугачёва, - ул. Садовая, - ул. Украинская, - ул. Чапаева, - ул. Чкалова, - ул. Шевченко. |

## История
Поселок Ерёминский основан в 1879 году, преобразован в станицу в 1916 году.

## Население
| 2002 | 2010 |
| ---- | ---- |
| 512  | ↘441 |

- Каргачинская Любовь Филипповна, Герой Социалистического Труда, звеньевая колхоза "Путь к социализму".